# Кватордио (Алесандрија)
Кватордио (итал. Quattordio) је насеље у Италији у округу Алесандрија, региону Пијемонт.
Према процени из 2011. у насељу је живело 1166 становника. Насеље се налази на надморској висини од 124 м.

## Становништво
| 1931. | 1936. | 1951. | 1961. | 1971. | 1981. | 1991. | 2001. | 2011. |
| ----- | ----- | ----- | ----- | ----- | ----- | ----- | ----- | ----- |
| 1.636 | 1.625 | 1.594 | 1.711 | 2.171 | 2.138 | 1.922 | 1.753 | 1.668 |